# Federschwert

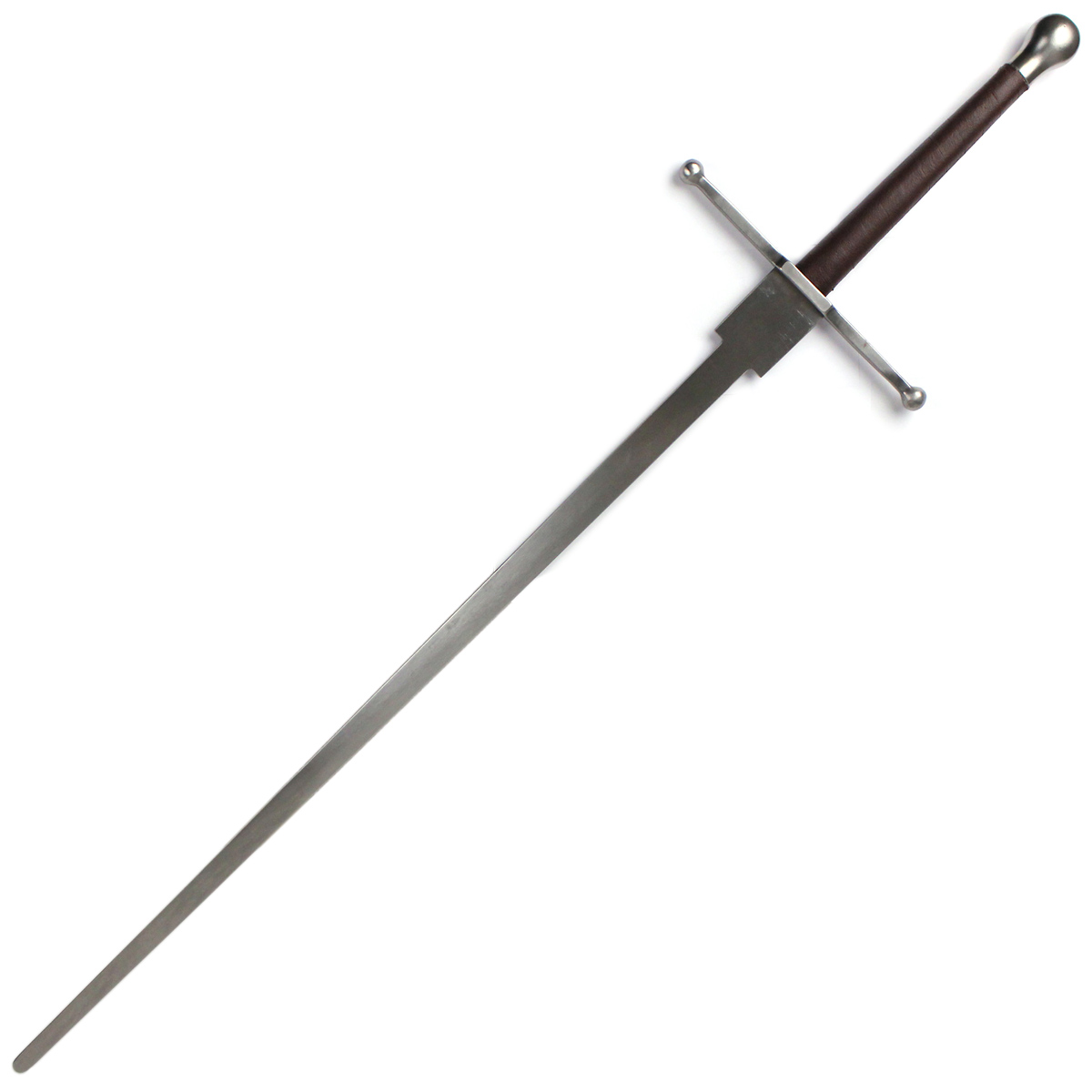
Federschwert

Federschwert je druh cvičného meče používaný ve školách šermu za renesance pro silový kontaktní šerm při zachování přiměřené bezpečnosti při tréninku. Jejich použití je zachyceno v dobových učebnicích šermu ze 16. století, zejména od autorů Paula Hectora Maira a Joachima Meyera. 
Meč Federschwert se skládá z tenké čepele se širokým rikasem se špachtlovitou špicí, robustní rukojeti a hlavice. Meč vykazuje stejnou váhu a polohu těžiště jako běžné bojové meče té doby. Zvláštní konstrukce meče má vliv na jeho vedení. Pro ještě větší ochranu může být hrot čepele pokryt koženým návlekem. Zásah do nechráněného místa trupu je přesto dost bolestivý a například zásah krku může být velice nebezpečný. Svým tvarem a vlastnostmi může být cvičný Federschwert skvělou volbou pro kontaktní nácvik a bezpečný sparring šermu dlouhým mečem.